# The Elder Scrolls III: Trójca
The Elder Scrolls III: Trójca (ang. The Elder Scrolls III: Tribunal) – pierwszy dodatek do gry komputerowej The Elder Scrolls III: Morrowind, wydany 6 listopada 2002 na komputery osobiste z systemem operacyjnym Windows. Grywalna postać – Nerevaryjczyk – trafia do Twierdzy Smutku, stolicy prowincji Morrowind, ogrodzonego murem miasta niemającego bezpośredniego połączenia z wyspą Vvardenfell. Jego zadaniem jest rozwiązanie konfliktu pomiędzy królem Morrowindu, Hlaalu Helsethem, a żywą boginią Almalexią. W Trójcy wprowadzono także poprawki do samej gry, w tym usprawniony dziennik postaci.
Produkcja Trójcy rozpoczęła się bezpośrednio po premierze podstawowej wersji gry, wykorzystano w niej pomysły, które nie znalazły się w Morrowindzie. Celem twórców było stworzenie niezależnego od samego Morrowindu doświadczenia pozwalającego zgłębić mitologię i postacie związane z „żywymi bogami” Trójcy, mającymi kluczowe znaczenie w podstawowej wersji. Dodatek spotkał się z pozytywnym odbiorem ze strony recenzentów, chwalących usprawnienia w rozgrywce, wyższy poziom trudności i świat przedstawiony, krytykujących jednak liniową i krótką fabułę oraz problemy techniczne. W 2003 ukazał się drugi i ostatni dodatek do gry, The Elder Scrolls III: Przepowiednia.

## Rozgrywka
Rozgrywka w Trójcy jest niemal identyczna, jak w Morrowindzie, a dodatek opracowano jako rozszerzenie świata przedstawionego. Akcja rozgrywa się w Twierdzy Smutku, odgrodzonym od kontynentu mieście, do którego Nerevaryjczyk dostać może się wyłącznie poprzez teleportację. Z tego względu ograniczono niektóre możliwości postaci, w tym lewitację, żeby całkowicie oddzielić miasto od reszty świata gry. Fabułę dodatku można rozpocząć po tym, jak Nerevaryjczyk po raz pierwszy położy się spać, co aktywuje możliwość skorzystania z teleportu do Twierdzy Smutku.
W dodatku wprowadzono kilka pomniejszych poprawek do rozgrywki, w tym przede wszystkim usprawniono dziennik postaci. W podstawowej wersji gry wszystkie wpisy pojawiały się w nim w kolejności dodania, bez możliwości posortowania ich. W Trójcy umożliwiono sortowanie dziennika według zadań, także według aktywnych i zakończonych, oraz dodawanie notatek na mapie świata. Dodatek umożliwia także zatrudnienie bohaterów niezależnych podróżujących z Nerevaryjczykiem i wspierających go w walce oraz jucznych szczurów, noszących jego wyposażenie. W Muzeum Artefaktów postać może sprzedać drogie przedmioty zdobyte w podstawowej wersji gry, na których zakup pieniędzy nie wystarczało pojawiającym się w niej sprzedawcom.

## Fabuła
Nerevaryjczyk zostaje zaatakowany przez skrytobójcę Mrocznego Bractwa, a trop sprawców wiedzie go do Twierdzy Smutku. Po dotarciu do miasta odnajduje i pokonuje przywódcę gildii zabójców, a następnie wykonuje szereg zadań dla nowego króla Helsetha i żywej bogini Almalexii. W międzyczasie miasto zostaje zaatakowane przez mechaniczne stworzenia – mechanoidy – co sugeruje, że za atakiem stoi Sotha Sil, sojusznik bogini. Nerevaryjczykowi udaje się odnaleźć i przekuć miecz Nerevara, Płomień Prawdy, z którym wyrusza do Mechanicznego Miasta – domeny Sothy Sila – z zamiarem zabicia go, jednak znajduje go martwego. Almalexia ujawnia, że to ona odpowiada za jego śmierć i atak na Twierdzę Smutku, a działaniami tymi chciała zyskać większą władzę. Nerevaryjczyk zabija ją i wraca do miasta, w którym daedra Azura informuje go, że Almalexia popadła w obłęd przez utratę mocy Serca Lorkhana, a zabicie bogini było kolejną częścią nerevaryjskiej przepowiedni.

## Proces produkcji
Fabułę i miejsca przedstawione w Trójcy wymyślono podczas prac nad wcześniejszymi odsłonami serii The Elder Scrolls. Twierdza Smutku pojawiła się po raz pierwszy w The Elder Scrolls: Arena (1994). Po premierze The Elder Scrolls II: Daggerfall (1996) Bethesda Softworks rozpoczęła wstępne prace nad częścią trzecią, zatytułowaną wówczas Tribunal, której miejscem akcji miała być cała prowincja Morrowind. Chociaż projektu tego nigdy nie zrealizowano, a po zmianach przerodził się on w Morrowind, zaczerpnięto z niego pojawiające się w Trójcy „konflikty, postacie i motywy”, w tym m.in. adamantową zbroję, gobliny i lisze. Nad dodatkiem nie pracował jednak nikt z zespołu, który opracowywał wstępny zarys kontynuacji Daggerfallu.
Prace nad dodatkiem rozpoczęły się w czerwcu 2002, niedługo po premierze Morrowindu, a zakończyły się w listopadzie. Proces produkcji znacząco przyspieszyło oprogramowanie Construction Set stworzone na potrzeby podstawowej wersji gry, pozwalające szybko dodawać do niej nową zawartość. Nad dodatkiem pracował zespół składający się z 15–25 osób, w odróżnieniu od czterdziestoosobowego odpowiedzialnego za Morrowind. Kiedy rozpoczynano prace nad Trójcą, część zespołu była zmęczona po opracowaniu dopiero co wydanej gry, a dodatkowo główny projektant Ken Rolston poróżnił się ze scenarzystą Douglasem Goodallem, co skutkowało odejściem Goodalla ze studia.
Trójcę zaprojektowano jako dodatek możliwy do rozegrania przez postać na dowolnym poziomie doświadczenia i w dowolnym momencie. Twierdzę Smutku oddzielono od wyspy Vvardenfell, co wymaga od gracza teleportowania się pomiędzy nimi, co było świadomą decyzją twórców, mającą ograniczać ryzyko nakładania się na siebie elementów z podstawowej wersji gry i tworzonych przez społeczność moderską. Fabuła poświęcona jest dwóm bogom Morrowindu: Almalexii i Socie Silowi – członkom tytułowej Trójcy, którzy nie pojawili się w podstawowej wersji gry. Projektant Mark Nelson przyznał, że prace nad dodatkiem rozpoczęły się od dyskusji na temat „rzeczy, które nie zostały do końca wyjaśnione w Morrowindzie”, a reżyser Todd Howard dodał, że „pozostałych dwoje członków Trójcy zostało w grze tylko wspomnianych, ale nie dowiedzieliśmy się, co się z nimi stało, więc uznaliśmy, że powinniśmy zgłębić ten wątek”. Pomimo wprowadzenia pewnych poprawek, w tym w funkcjonowaniu dziennika, czego domagali się gracze, twórcy starali się nie wprowadzać do Trójcy żadnych większych zmian w interfejsie i rozgrywce, obawiając się, że mogą one być niekompatybilne z modyfikacjami opublikowanymi od premiery przez fanów.

### Dystrybucja
Dodatek zapowiedziano 6 września 2002, a prace nad nim ukończono 1 listopada. Do sprzedaży trafił 6 listopada w Ameryce Północnej, a w Europie, gdzie jego wydawcą był Ubi Soft, później tego samego miesiąca. Pomimo początkowych zapowiedzi, że Trójca ukaże się także na Xboksie, na konsolach dodatek zadebiutował – wraz z Przepowiednią – dopiero w ramach wydania zbiorczego Morrowind: Game of the Year Edition, wydanego 30 października 2003. W Polsce Trójcę wydał CD Projekt 5 czerwca 2003, zarówno jako osobne wydawnictwo, jak i w pakiecie z podstawową wersją gry; w pakiecie z podstawową wersją i Przepowiednią wydany został w ramach pakietu Edycja kolekcjonerska 15 kwietnia 2004.

## Odbiór
Trójca spotkała się z pozytywnym odbiorem ze strony recenzentów. W agregatorze ocen Metacritic średnia ocen dodatku wynosi 80/100, z kolei w GameRankings 81/100.
Recenzenci chwalili poprawki wprowadzone do interfejsu i dziennika jako zmiany niezbędne względem podstawowej wersji gry. Shakil Ahmed z „Hyper” uznał, że dodatek złagodził problemy z „bałaganem”, jaki miał miejsce w Morrowindzie. Ron Dulin z „Computer Gaming World” zauważył, że nowy dziennik stanowi zmianę na lepsze względem „nieczytelnego bajzlu” z oryginału, jednak jego zdaniem nietrafionym pomysłem było sortowanie go po nazwach zadań.
Recenzentom spodobał się także wyższy poziom trudności dodatku. Dulin uznał nowe stworzenia za „stanowiących wyzwanie przeciwników”, odpowiednich dla postaci na wyższych poziomach doświadczenia. Niektórzy uznali jednak Trójcę za nawet zbyt wymagającą, jak chociażby William Abner z GameSpy, który stwierdził, że „nawet z najpotężniejszym wyposażeniem z Morrowindu nie jest to kaszka z mleczkiem”. W podobnym tonie wypowiedział się Maciej Ogiński z „Clicka!”, stwierdzający, że w przypadku, kiedy postać gracza nie znajduje się co najmniej na zalecanym poziomie doświadczenia, „więcej będzie w tej zabawie frustracji i ciskania się”. Recenzent Gier-Online zwrócił uwagę na kilka lokalizacji wymagających od gracza dużej zręczności i szybkości, „kojarzących się ze starym Prince of Persia”, będących w jego odczuciu „nie na miejscu”.
Z mieszanym odbiorem spotkała się decyzja o osadzeniu dodatku tylko w Twierdzy Smutku. Keith Pullin z „PC Zone” krytykował ją jako „zbyt liniową”, negatywnie kontrastującą ze skalą podstawowej wersji. Dulin uznał miasto za „wyludnione” i „ograniczone”, a Ogiński określił tę decyzję projektową „dużym błędem”. Recenzent Gier-Online stwierdził dla odmiany, że Twierdza Smutku „naprawdę urzeka”, nawet pomimo tego, że początkowo nie spodobała mu się decyzja odnośnie do wyłączenia zaklęcia lewitacji. Inni recenzenci zwrócili uwagę, że dzięki takiemu rozwiązaniu możliwe było większe skoncentrowanie się na fabule. Matthew Peckham w recenzji dla „Computer Games” uznał Twierdzę Smutku za „ogromną” w porównaniu do nawet największych miast z Morrowindu, zwracając też uwagę na „zwodniczo proste skróty” i „zawiłości” scenariusza. Według Steve’a Polaka z „PC PowerPlay” po mieście „łatwiej jest się poruszać i nie zgubić się przy tym”, podczas gdy podstawowa wersja gry była pod tym względem „niepoukładana”. Steve Butts z IGN-u stwierdził, że główna fabuła dodatku ma lepsze tempo i strukturę, dzięki czemu „w odróżnieniu od Morrowindu gracz rzadko zapomina, po co znalazł się w danym miejscu i co ma zrobić”. Recenzent Gier-Online zauważył, że podczas gdy w podstawowej wersji gry konieczne było samodzielne szukanie zadań, w Trójcy niekiedy „dosłownie same do nas przychodzą”.
Niektórzy recenzenci zwrócili uwagę na problemy techniczne, takie jak wyłączanie się programu, „dziwne problemy z dźwiękiem” czy „powolne działanie”. Inni wskazali także na problemy z prawidłowym wykrywaniem ścieżek przez najemników i juczne szczury. Według Abnera podróżowanie w ich towarzystwie było „bolesne”, głównie ze względu na nieumiejętność znalezienia przez nich drogi i utykanie w teksturach. Ogiński uznał tę mechanikę za „zdecydowanie najgorszym systemem odnajdowania drogi przez NPC-ów”. Także Polak zwrócił uwagę na dziwne zachowanie towarzyszy.